# Goof Troop (computerspel)
Goof Troop is een actie-avonturenspel ontwikkeld en uitgegeven door Capcom in 1993 voor de SNES, als spel gebaseerd op de gelijknamige tv-serie. Dit spel was het eerste dat werd ontwikkeld door Shinji Mikami, die later bekend is geworden als de vader van het survival horror-genre, met als grootste succes de Resident Evil-serie.

## Gameplay
In het spel speelt de speler als Goofy of Max, die zich door vijf delen van Spoonerville-eiland moet zien heen te werken: het strand, een dorp wat onder vuur ligt, een spookkasteel, een ondergrondse grot, en als laatste het piratenschip waarop Boris En Borrie gevangen zitten. Goofy beweegt langzamer dan Max maar richt meer schade aan vijanden aan. 
Het doel van elk level is om puzzels op te lossen zodat het einde van het level behaald kan worden. Aan het eind van elk leven staat een baasgevecht. Hoewel Goofy en Max niet rechtstreeks kunnen vechten, kunnen ze verschillende andere methodes toepassen, zoals bommen tegen hen aan gooien of ze van het level af gooien. Tijdens het level kunnen stukken fruit opgeraapt worden, welke Max of Goofy kunnen beschermen tegen een vijandelijke aanval. Als er meerdere stukken fruit opgeraapt zijn zonder dat de speler in de tussen tijd geraakt is, krijgen ze een extra leven. In de mulitplayermodus hoeft, als de ene speler alle levens kwijt heeft, de resterende speler slechts naar het volgende scherm te lopen om de andere speler weer te laten terugkomen.

## Ontvangst
Toen het spel aanvankelijk uitkwam was het blad Nintendo Power de enige die over het spel schreef. Ze vonden dat er weinig uitdaging in zat, maar vonden het spel alsnog "veel lol". Ze gaven het een 3,5 van de 5.
De website NintendoLife prees vooral het multiplayer gedeelte van het spel, die ze zo leuk vonden dat ze schreven dat "Goof Troop een absoluut pareltje [is] wanneer je met een vriend samenwerkt in de multiplayer". Ze waren echter minder te spreken over de single player: "De single player is het complete tegenovergestelde, de simplistische aard van het spel en zijn lage moeilijkheidsgraad maakt het irritant en na verloop van tijd word je beu van puzzels oplossen die gemaakt waren voor meer dan één persoon."